# India (actrice pornographique)
Pour les articles homonymes, voir India.
India, née le 17 mai 1977, est le nom de scène d'une actrice pornographique, chanteuse et rappeuse américaine.

## Carrière
Elle a commencé à travailler comme actrice en 1998 et a depuis participé à plus de 200 films. Pendant cinq ans, elle a un contrat exclusif avec la société de production Video Team. 
En 2004, sa voix est utilisée dans le film Tolérance Zéro, mettant en vedette Dwayne "The Rock" Johnson.

## Filmographie
- Black Carnal Coeds 1 (1997)
- Squeeze (1997)
- 33 Girl Jam (1998)
- Anal Groove (1998)
- Attitude (1998)
- Back Ho'in (1998)
- Black Coeds 1 (1998)
- Black Dirty Dancers 1 (1998)
- Black Snatch 6 (1998)
- Black Splash (1998)
- Black Tails 1 (1998)
- Blowjob Fantasies 3 (1998)
- Blown Away 1 (1998)
- Bootie Nights (1998)
- Booty Squad (1998)
- Booty Talk 1 (1998)
- Booty Talk 4: Jammin At The Lake (1998)
- Bush Bashers (1998)
- Butt Row Big Ass Greek Machine (1998)
- Chocolate Covered Cherry Poppers 4: Chillin' Out (1998)
- Coed Cocksuckers 10 (1998)
- Coed Confessions 2 (1998)
- Deep Inside Dirty Debutantes 20 (1998)
- Dethroned (1998)
- Fade 2 Black 1 (1998)
- Fade 2 Black 2 (1998)
- Femme 2 (1998)
- Fresh Hot Babes 11: Toni's Pussy Party (1998)
- Gimme Some Butt (1998)
- Girls Home Alone 4 (1998)
- H.T.'s Black Street Hookers 11 (1998)
- Harem 74 (1998)
- Hustler's Pool Party Crashers (1998)
- In Your Face 2 (1998)
- Inner City Black Cheerleader Search 17 (1998)
- Inner City Black Cheerleader Search 18 (1998)
- Inner City Black Cheerleader Search 22 (1998)
- Interracial Fellatio 2 (1998)
- It Don't Matter, Just Don't Bite It 3 (1998)
- Lewd Conduct 2 (1998)
- Mojo Booty (1998)
- Mr. Marcus' Neighborhood 3 (1998)
- My Baby Got Back 15 (1998)
- Nasty Video Magazine 3 (1998)
- Only the A-Hole 7 (1998)
- Perverse Addictions (1998)
- Pickup Lines 28 (1998)
- Pickup Lines 34 (1998)
- Psycho Sexuals 2 (1998)
- Shades of Sex 1 (1998)
- Shades of Sex 2 (1998)
- Sista 8 (1998)
- Sista 9 (1998)
- Slumber Party 3 (1998)
- Sugarwalls 7 (1998)
- Tales From The South Side (1998)
- Tight Shots the Movie (1998)
- Twins 1 (1998)
- Up Your Ass 8 (1998)
- Video Adventures of Peeping Tom 13 (1998)
- Whack Attack 2 (1998)
- World's Luckiest Black Man (1998)
- Backdoor Passes 3 (1999)
- BlaXXXploitation (1999)
- Booty Double (1999)
- Brown Sugar Cuties 1 (1999)
- Butthole Patrol (1999)
- Color Blind 1 (1999)
- Ebony Erotica 1 (1999)
- Freaks Whoes And Flows 14 (1999)
- Lovin' Spoonfuls 27: Best of Deep Inside Dirty Debutantes (1999)
- Luv Boat (1999)
- Manic Behavior (1999)
- Memoirs Of A Madam (1999)
- Misty Cam's Starlet Express (1999)
- My Baby Got Back 17 (1999)
- No Man's Land Interracial Edition 1 (1999)
- No Man's Land Interracial Edition 2 (1999)
- Nurses (1999)
- Off Da Hook 2 (1999)
- Passage Through India (1999)
- Pickup Lines 37 (1999)
- Pink (1999)
- Rocks That Ass 2 (1999)
- Sensually Haunted (1999)
- Shut Up and Blow Me 9 (1999)
- Sista 10 (1999)
- Skin 17: Succubus (1999)
- Smack Dat Ass (1999)
- Super Freaks 1 (1999)
- United Colors Of Ass 3 (1999)
- Weekend Warriors (1999)
- World's Luckiest Patient (1999)
- Barefoot Confidential 9 (2000)
- Best of My Baby Got Back (2000)
- Blowjob Fantasies 12 (2000)
- Cum Shots 1 (2000)
- Ebony Cheerleader Orgy (2000)
- Four Finger Club 9 (2000)
- Hot Chocolate 2 (2000)
- Lick Me 1 (2000)
- Naughty Wives Club 3 (2000)
- Nubian Nurse Orgy (2000)
- Rocks That Ass 9: Mack My Ass Up (2000)
- She Squirts 2 (2000)
- Sista 11 (2000)
- Snoop Dogg's Doggystyle (2000)
- Sugarwalls Slop Shots (2000)
- West Side (2000)
- World's Luckiest Jock (2000)
- XXXtreme Fantasies Of Jewel De'Nyle (2000)
- Black Instincts (2001)
- Booty Camp (2001)
- Hot Chocolate 2 (2001)
- New Adventures of Mr. Tootsie Pole 3: Boner Bizarre (2001)
- Private Sessions 1 (2001)
- Sista 14 (2001)
- Valley of the Valets (2001)
- When The Boyz Are Away The Girlz Will Play 5 (2001)
- B-ballin' (2002)
- Ebony Erotica 3 (2002)
- Freakazoids 3 (2002)
- Get Your Freak On (2002)
- Hotel O (2002)
- Rub The Muff 6 (2002)
- Snoop Dogg's Hustlaz: Diary of a Pimp (2002)
- Sole Sistas 1 (2002)
- Special Auditions 1 (2002)
- Sweet Cheeks 4 (2002)
- Anna Malle's Swing Life: Luv Boat (2003)
- Aqua Pussy (2003)
- Black Panty Chronicles 15 (2003)
- Blackalicious (2003)
- Diva (2003)
- Lil Jon American Sex Series (2003)
- Looking for Booty 3 (2003)
- My Baby Got Back 30 (2003)
- Sex and the Studio 1 (2003)
- Sex and the Studio 2 (2003)
- Sista 16 (2003)
- United Colors Of Ass 10 (2003)
- Bad Azz 1 (2004)
- Butt Lick'in Sweethearts 1 (2004)
- Feeling Black 3 (2004)
- Fuck Dat Ho 7 (2004)
- Iron Head 2 (2004)
- Judging India (2004)
- Lil Jon And The Eastside Boyz American Sex Series (2004)
- Simply Girls (2004)
- Sista 19 (2004)
- Sweet Ass Candy 4 (2004)
- Sweetheart (2004)
- Ass Lickers 5 (2005)
- Black Cravings (2005)
- Booty Broz 2 (2005)
- Booty Juice 7 (2005)
- Bubblin Brown Suga (2005)
- Hit Dat Shit 2 (2005)
- In Those Jeans (2005)
- Sista 20 (2005)
- Black Biker Babes (2006)
- Lip Lock My Cock 1 (2006)
- Toys Twats Tits (2006)
- Afrodite Superstar (2007)
- Black Bottom Girls 5 (2008)
- Out on Bail (2009)
- Showing 1 to 166 of 166 entries ()

## Prix et nominations
- 2000 AVN Award (nommée) – Meilleure Nouvelle Starlette
- 2004 AVN Award (nommée) – Plus Scandaleuse Scène de Sexe – Hustlaz: Journal d'un Proxénète
- 2004 AVN Award (nommée) – Best Tease Performance – Hustlaz: Journal d'un Proxénète
- 2008 AVN Award (nommée) – Meilleure Actrice - Vidéo – Afrodite Superstar
- 2011 Urban X Awards Hall of Fame